# Università di Lima
L'Università di Lima è una università privata, senza fini di lucro, ubicata nel distretto di Santiago de Surco, nella città di Lima, capitale del Perù.

## Storia
L'Università di Lima è stata concepita in 1960, per idea di un gruppo di professori universitari, e rappresentanti del commercio e l'industria, integrati nell'associazione civile Prodies (Promozione dello Sviluppo Industriale tramite l'Educazione Superiore). Due anni dopo, il 25 aprile 1962, è stata fondata mediante il Decreto Supremo n.º 23 di 1962. Il suo primo rettore è stato Antonio Pinilla Sánchez-Conchiglia.
L'università ha cominciato con 120 alunni e due facoltà, con sede nel distretto di Jesus María, in Calle Nasca 548, di fronte al Campo di Marte. Posteriormente, il 27 agosto 1966, si sposto nel distretto di Santiago de Surco. Dove inauguro il campus di Monterrico, in un'estensione di circa 8 ettari, questo è attualmente il campus principale.

## Struttura
L'ateneo si articola nella seguente maniera:

### Dipartimenti
Indirizzo di Welfare
- Centro d'Empleabilidad
- Dipartimento di Servizio Sociale
- Dipartimento Medico
- Dipartimento d'Orientamento Psicopedagógica
- Dipartimento di Sport
- Dipartimento d'Attività Artistiche
- Dipartimento d'Orientamento Psicopedagógica

Indirizzo di Cooperazione Esteriore e Internazionalizzazione

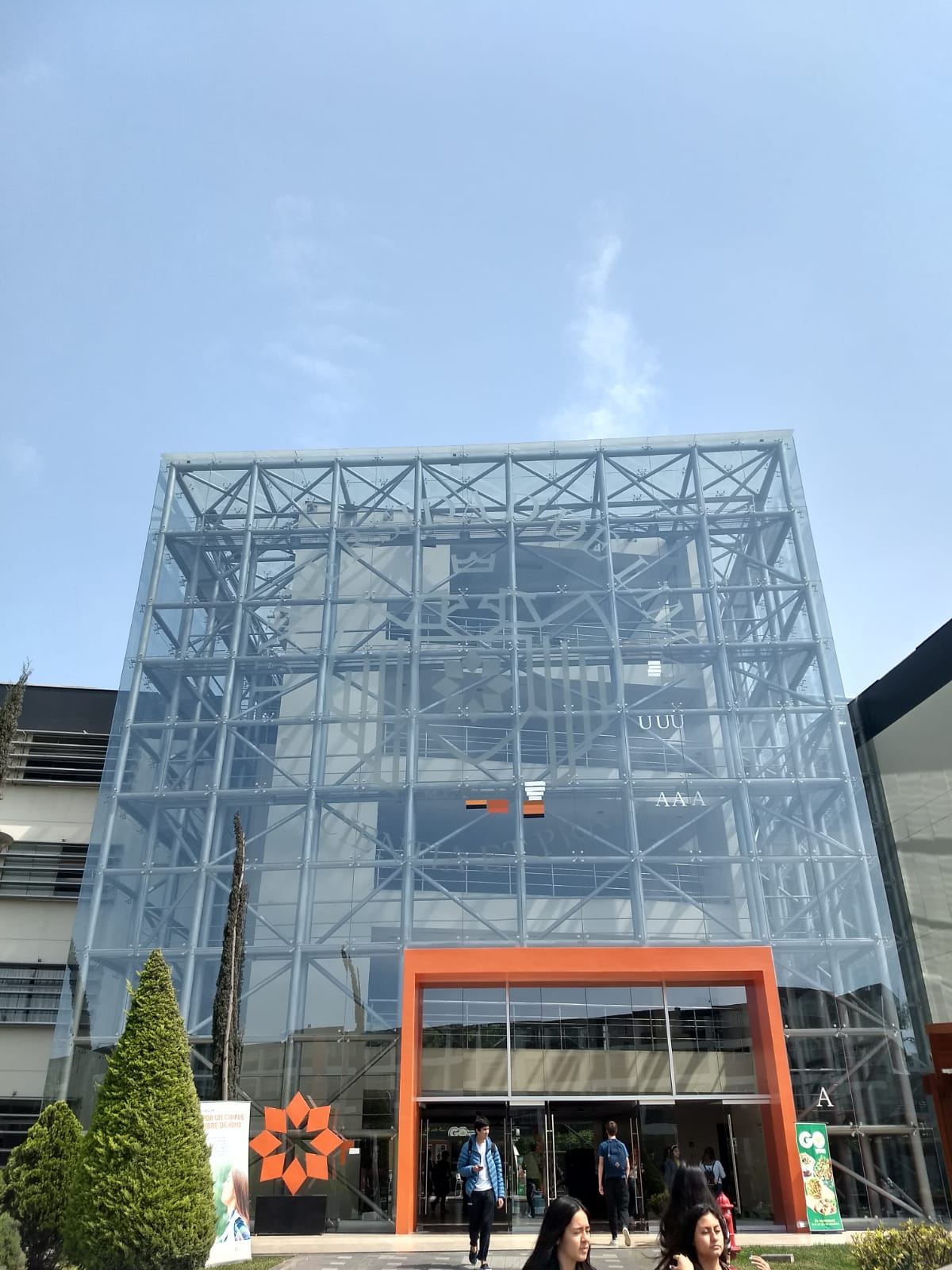
Ingresso alla bandiera "N".

- Programma di Scambio Studentesco
- Convenzioni Interinstitucionales

### Campus di Monterrico
Il campus principale dell'Università di Lima si trova nel quartiere Fondo Monterrico Ragazzo, nel distretto di Santiago de Surco. Il quale comprende diversi edifici su un'estensione di 60,751 m². In questo campus si ubicano 140 aule completamente equipaggiate, laboratori informatici, laboratori industriali, una biblioteca con approssimativamente 90 mila registri, un parco, una sala cinematografica, quattro auditorium con capacità media di 500 spettatori ognuno, sei aule magne, un teatro, parcheggio per alunni, bancomat e libreria, una cappella, connessione wifi tra altri servizi.
Gli edifici istituzionali sono stati disegnati dall'architetto Héctor Velarde nel 1966.

### Campus di Mayorazgo
Conosciuto anche come la “Pre Lima”. È ubicato nel quartiere Mayorazgo, nel distretto di Ate. Possiede un'estensione di 30,000 m². Qui, si ubica il centro pre-universitario e il complesso sportivo dell'Università, nel quale trova un campo di calcio di grass sintetico, un campo di futsal, una piscina semiolímpica, una palestra di arrampicata indoor, una palestra e un palazzetto dello sport per la pallacanestro e il pallavolo.

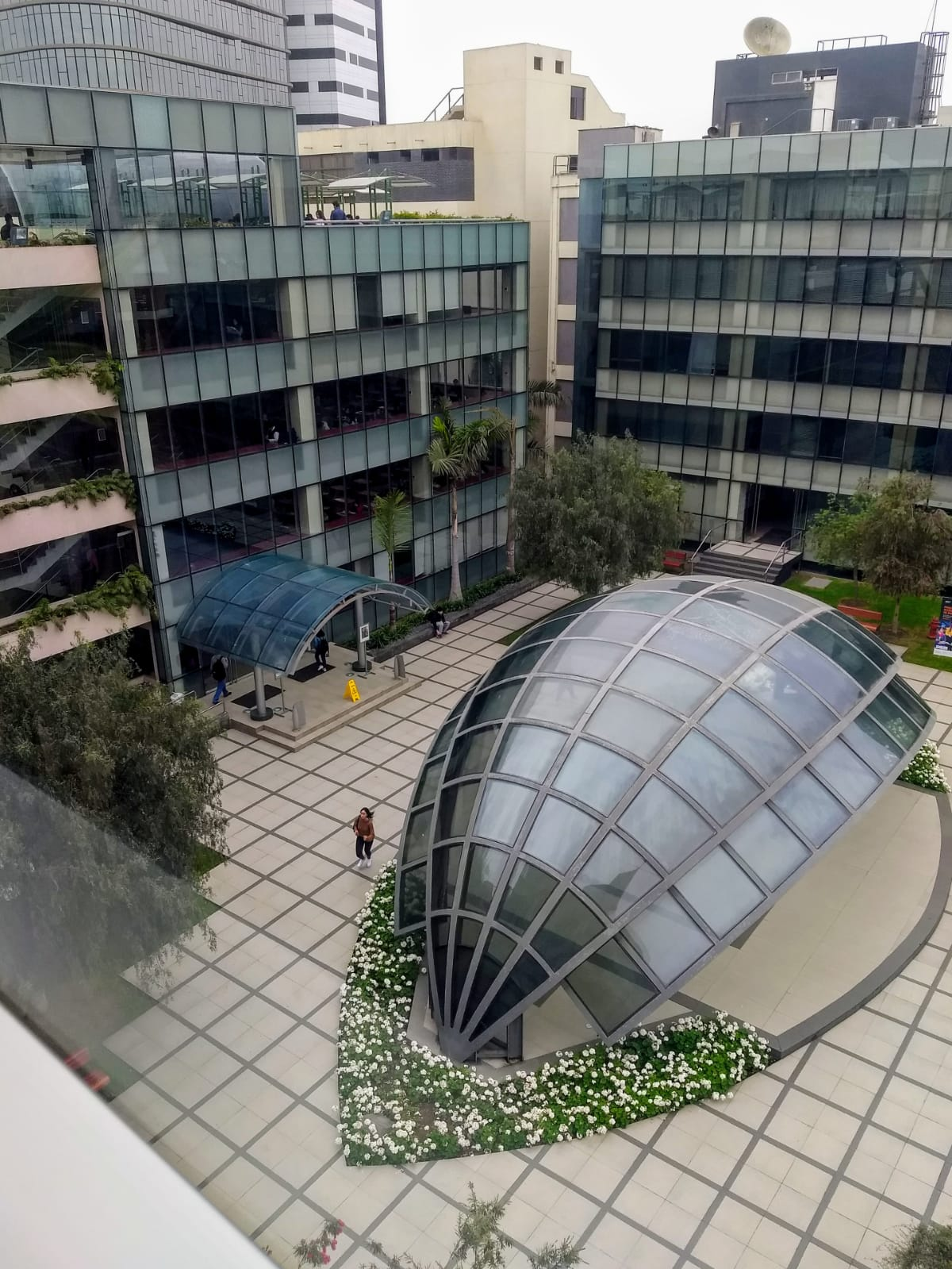
Piazza centrale della biblioteca.

### Centro Culturale Ulima
Fondato nel 2016, è uno spazio creativo di ritrovo e condivisione multidisciplinare con moderne e innovative infrastrutture, dove si accolgono e diffondono progetti culturali.

### Centro d'Avviamento Audiovisivo dell'Università di Lima (CREA)
Creato nel 2017, il Centro d'avviamento audiovisivo è uno spazio d'innovazione che fa parte della Facoltà di Comunicazione. Il suo obiettivo è innovare con proposte originali nell'ambito dell'intrattenimento, la cultura e lo sviluppo. "Moon Heart", il primo film diretto da Aldo Salvini è prodotto completamente negli spazi CREA, è stato selezionato dal Ministero della Cultura per le candidature ai premi Oscar 2023 come migliore film straniero. Il centro è stato sciolto nel 2024 dalla rettrice Patricia Stuart.

## Aree Accademiche

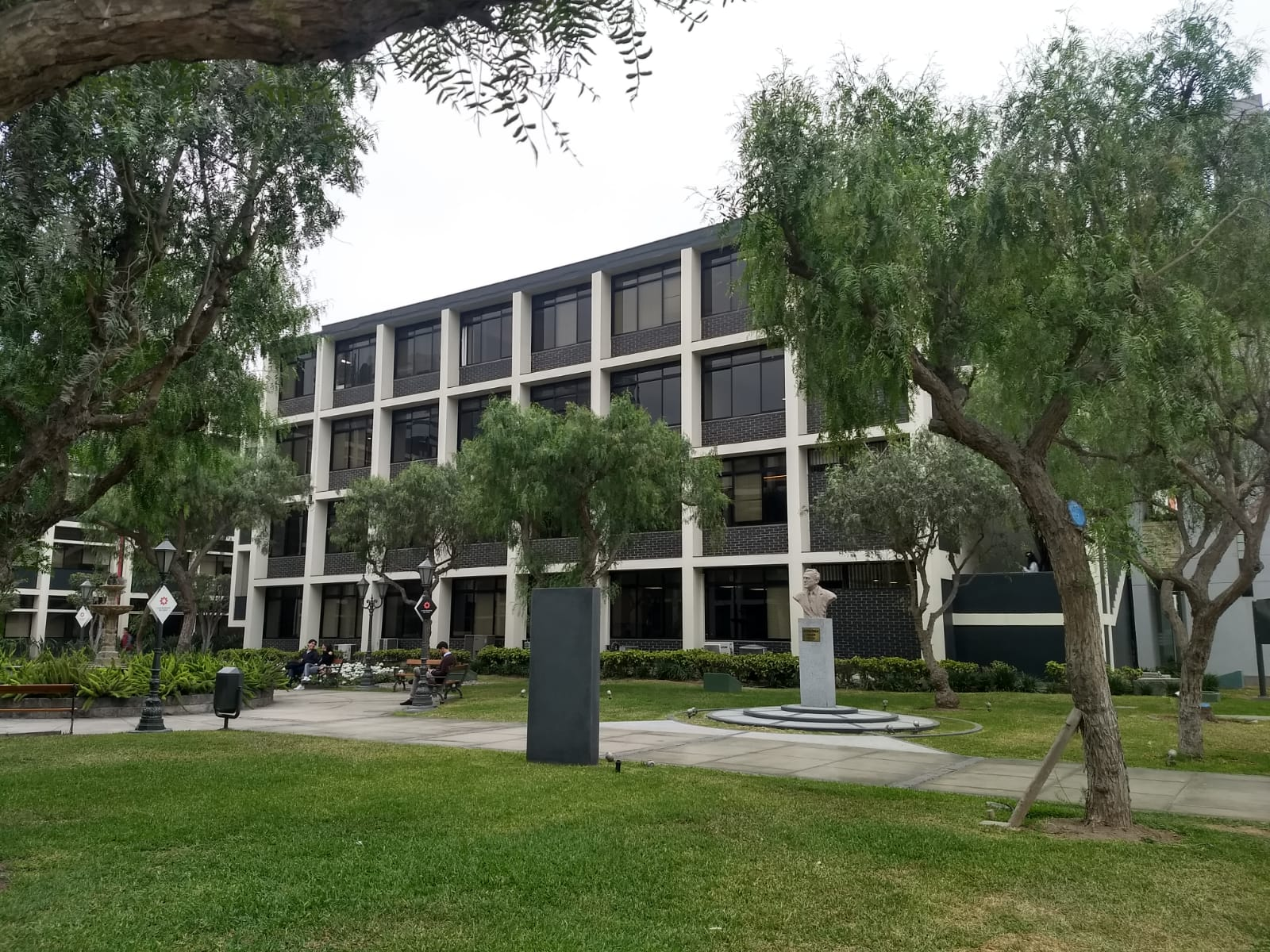
Bandiera "D1" della facoltà di diritto e psicologia.

L'Università di Lima offre programmi di laurea triennale e magistrale, ragruppati nelle seguenti facoltà:
Facoltà di Architettura
- Architettura

Facoltà di Scienze Aziendali ed Economiche
- Amministrazione
- Contabilità e Finanza
- Marketing
- Economia
- Affari internazionali

Facoltà di Comunicazione
- Comunicazione

Facoltà di Diritto
- Diritto

Facoltà d'Ingegneria
- Ingegneria Civile
- Ingegneria Industriale
- Ingegneria di Sistemi

Facoltà di Psicologia
- Psicologia

Lauree magistrali
- Amministrazione e Finanza (MBA)
- Banca e Mercati Finanziari
- Comunicazione e Creazione di Contenuti
- Diritto Aziendale
- Gestione Operativa e di Progetti
- Pianificazione Urbana
- Gestione dell'Innovazione
- Marketing e Amministrazione
- Diritto Tributario e Politica Fiscale

Dottorato
- Amministrazione
- Comunicazione